# Cremnosterna alboplagiata
Cremnosterna alboplagiata là một loài bọ cánh cứng trong họ Cerambycidae.